# 山田栄三 (陸軍軍人)
山田 栄三（やまだ えいぞう、1889年（明治22年）9月9日 - 1950年（昭和25年）5月7日）は、大日本帝国陸軍の軍人。陸士23期。最終階級は少将。

## 略歴
東京府出身。工兵第12連隊長、近衛工兵連隊長、東部軍兵器部長をつとめ、第1船舶団長だった1943年9月、フィンシュハーフェンの戦いを指揮。第18軍司令部附として終戦を迎える。1947年（昭和22年）11月28日、公職追放仮指定を受けた。

## 軍歴
- 明治42年（1909年） - 陸軍士官学校入校
- 明治44年（1911年） 5月27日 - 陸軍士官学校卒業
- 明治44年（1911年）12月26日 - 工兵少尉・工兵第15大隊附
- 大正 4年（1915年） 3月26日 - 工兵中尉・工兵第15大隊副官[4]
- 大正 9年（1920年） 4月 9日 - 工兵大尉、工兵第15大隊中隊長
- 任官年月不明 - 陸軍士官学校本科教官兼本科訓練部附[5]
- 大正14年（1925年） 8月 7日 - 陸軍工兵学校教官・教導大隊中隊長
- 昭和 3年（1928年） 3月24日 - 工兵少佐
- 昭和 7年（1932年） 8月 8日 - 工兵第7大隊附
- 昭和 8年（1933年） 8月 1日 - 工兵中佐
- 昭和10年（1935年）10月 1日 - 工兵第14連隊附
- 昭和13年（1938年） 3月 1日 - 陸軍工兵大佐・工兵第12連隊長
- 昭和14年（1939年）12月 1日 - 近衛工兵連隊長
- 昭和16年（1941年）10月15日 - 陸軍少将・東部軍兵器部長
- 昭和18年（1943年） 2月23日 - 第1船舶団長
- 昭和20年（1945年） 6月30日 - 第18軍司令部附